# اديث بروك
هي كاتبة ومخرجة يهودية – هونغارية.  ولدت في 3 مايو 1932م.
واقامت في إيطاليا وعملت وكتبت بالايطالية.

## سيرة شخصية
ولدت بروك باسم اديث ستانشرايبر لعائلة فقيرة في قرية تيسبراتزل على الحدود الأوكرانية. في عام 1944، تم ترحيل الاسرة إلى اوشفيتز، حيث توفت والدتها. نقلت العائلة إلى معسكر اعتقال دخاو،  حيث توفي والدها، ثم نقلت إلى جروس روزين وأخيرا إلى بيرغين بيلسن، حيث أطلق الحلفاء سراح الأطفال الباقين في عام 1945. إجمالاً، كانت بروك في ستة معسكرات اعتقال وإبادة. مات أحد إخوتها في معسكرات الاعتقال. عادت إلى هونغاريا ثم سافرت إلى تشيكوسلوفاكيا حيث عاشت أخت أخرى مع عائلتها. في سبتمبر  1948، هاجرت إلى إسرائيل، بعد أن هربت من أوروبا بمساعدة زواج وهمي، وعاشت فترة في برديس حنا. وقعت بروك في حب مهاجر من بودابست، هونغاريا، التقت به على متن سفينة في طريقها إلى إسرائيل. كان عنيفا تجاهها مما دفعها إلى الطلاق منه. من أجل تجنب التجنيد في الجيش الإسرائيلي، تزوجت مرة أخرى في زواج وهمي من رجل كان اسمه الأخير بروك، وعاشت في روما منذ عام 1954.

## سيرتها المهنيه
في عام 1959 نشرت سيرتها الذاتيه «تشي تي اما كوسي»، والتي تُرجمت إلى الإنجليزية في عام 2001.
في عام 1971 كتبت مسرحيتها الأولى «سولا فورتي». كانت بروك مؤسسة مسرح تياترو ديلا مادلين في روما. من السبعينيات إلى التسعينيات، عملت في جماهرية RAI كمخرجة وكاتبة سيناريو.
ترجمت أعمال الشاعرين المجريين أتيلا جوزيف وميكلوس رادنوتي إلى الإيطالية. تمت ترجمة أعمالها إلى لغات أخرى بما في ذلك الهنغارية والدنماركية والهولندية والإنجليزية والألمانية.
على مر السنين، تم تصويرافلام سينمائيه ايطاليه تعتمد على كتاباتها.
تم ترشيح كتابها «الخبز المفقود» لجائزة ستراغا لعام 2021. في الكتاب، تصف بروك ماضيها في قريتها الأصلية، وترحيلها إلى محتشد أوشفيتز، وتحريرها وعودتها إلى الحياة في إيطاليا.
في فبراوير 2021 زار البابا فرانسيس منزلها، بعد أن تأثر بمقابلة أجرتها مع صحيفة الفاتيكان في يناير بمناسبة اليوم العالمي لإحياء ذكرى المحرقة.
في نوفمبر 2021، رفضت استلام جائزة من رئيس بلدية إنزيو في مقاطعة لاتسيو، بعد أن علمت أن بينيتو موسوليني قد حصل سابقًا على الجنسية الفخرية للمدينة، وأن هذا اللقب لم يُسحب منه أبدًا.

## حياتها الشخصية
في سن ال 16، تزوجت من ميلان جرون وانتقلت إلى إسرائيل. انفصل الزوجان بعد عام. بعد عام تزوجت من داني روث، لكن هذا الزواج انتهى أيضًا بالطلاق. ثم تزوجت من أحد معارفها يدعى بروك لتأجيل خدمتها العسكرية؛ طلقته عندما كانت في العشرين من عمرها لكنها احتفظت باسمه الأخير. في عام 1954 انتقلت إلى روما وتزوجت من الكاتب والمخرج الإيطالي نيلو ريسي